# Сигов, Виктор Ивглафович
Сигов Виктор Ивглафович (4 ноября 1951 — 2 января 2021) — советский и российский учёный-экономист, социолог, доктор социологических наук, профессор.

## Биография
Окончил Ленинградский финансово-экономический институт имени Н. А. Вознесенского.

## Научная деятельность
Профессор В. И. Сигов является автором более 200 научных и научно-методических трудов, посвящённых проблемам социологии.
Под руководством учёного подготовлено свыше 100 кандидатов и докторов наук. Являлся членом диссертационных советов СПбГЭУ. Входил в состав редакционных коллегий ведущих научных журналов РФ: Вестник РАЕН, Журнал правовых и экономических исследований, Университетский научный журнал.

## Преподавательская и административная деятельность
Преподавательскую карьеру начал в 1977 году в ЛФЭИ имени Н. А. Вознесенского ассистентом кафедры народнохозяйственного планирования. С 2002 по 2012 год — декан факультета экономики труда и управления персоналом СПбГУЭФ—СПбГЭУ.
Профессор, заведующий кафедрой экономики труда.

## Награды
- Заслуженный работник высшей школы Российской Федерации (2013)[4][5];
- Почётный диплом Законодательного собрания Ленинградской области (2011)[6].

## Семья
Отец: Сигов Ивглаф Иванович (1925 — 2010) — советский и российский экономист, доктор экономических наук, профессор.
Жена: Карпова Галина Алексеевна — доктор экономических наук, профессор, заведующая кафедрой экономики и управления в сфере услуг СПбГЭУ.
- Дочь: Сигова Мария Викторовна (род. 1981) — доктор экономических наук, ректор Московской высшей школы социальных и экономических наук (Шанинки), ректор Международного банковского института, депутат муниципального образования «Дворцовый округ» Санкт-Петербурга[9][10].